# Robert Curbeam
Robert Lee Curbeam, född 5 mars 1962 i Baltimore, Maryland, är en före detta amerikansk astronaut uttagen i astronautgrupp 15 den 9 december 1994.  Han slutade vid NASA i december 2007 för en karriär inom ett privat företag.
Curbeam gjorde tre rymdresor och sju rymdpromenader. 

## Familjeliv
Gift och har två barn.

## Rymdfärder
- STS-85

Curbeam var uppdragsspecialist ombord på Atlantis/STS-98. Uppdraget var att föra upp och montera fast modulen Destiny Laboratory Module till den internationella rymdstationen ISS. Han genomförde tre rymdpromenader under färden.
Curbeam var också uppdragsspecialist ombord på Discovery/STS-116. Uppdraget var att föra upp och montera fast fackverket P5 till P3/P4 på den internationella rymdstationen och koppla om de elektriska kanalerna för att säkra rymdstationens framtida elförsörjning. Han genomförde fyra rymdpromenader under färden, varav en var oplanerad. Han blev den första som genomförde fyra rymdpromenader under en och samma rymdfärjefärd.

## Rymdfärdsstatistik
| Färd    | Datum                | Tid       | EVA      |
| ------- | -------------------- | --------- | -------- |
| STS-85  | 7 - 19 augusti 1997  | 284.26.59 | 0:00:00  |
| STS-98  | 7 - 20 februari 2001 | 309:21:00 | 19:49:00 |
| STS-116 | 9 - 22 december 2006 | 308:44:24 | 25:45:00 |
| Totalt  | Totalt               | 902:32:23 | 45:34:00 |